# Иридовирусы
Иридовирусы (лат. Iridoviridae) — семейство крупных (125—200 нм) вирусов с двухцепочечными геномами ДНК. Естественными хозяевами служат амфибии, рыбы и беспозвоночные, такие как членистоногие. В настоящее время в этом семействе 12 видов, разделенных на два подсемейства и пять родов.
Размер генома составляет 103—220 тыс. пар нуклеотидов, которыми закодирована информация о 92—211 белках. Общими для всего семейства являются 26 основных белков. Представители подсемейства Alphairidovirinae поражают позвоночных. Они в некоторых случаях вызывают высокую смертность экономически и экологически ценных видов рыб и земноводных. Представители подсемейства Betairidovirinae поражают преимущественно насекомых и ракообразных.